# Халецкие
Хале́цкие (бел. Хале́цкія, пол. Chalécki) — шляхетский род собственного герба в Великом княжестве Литовском. В Речицком повете род Халецких вместе с Юдицкими занимали доминирующее положение.

## Происхождение и история рода

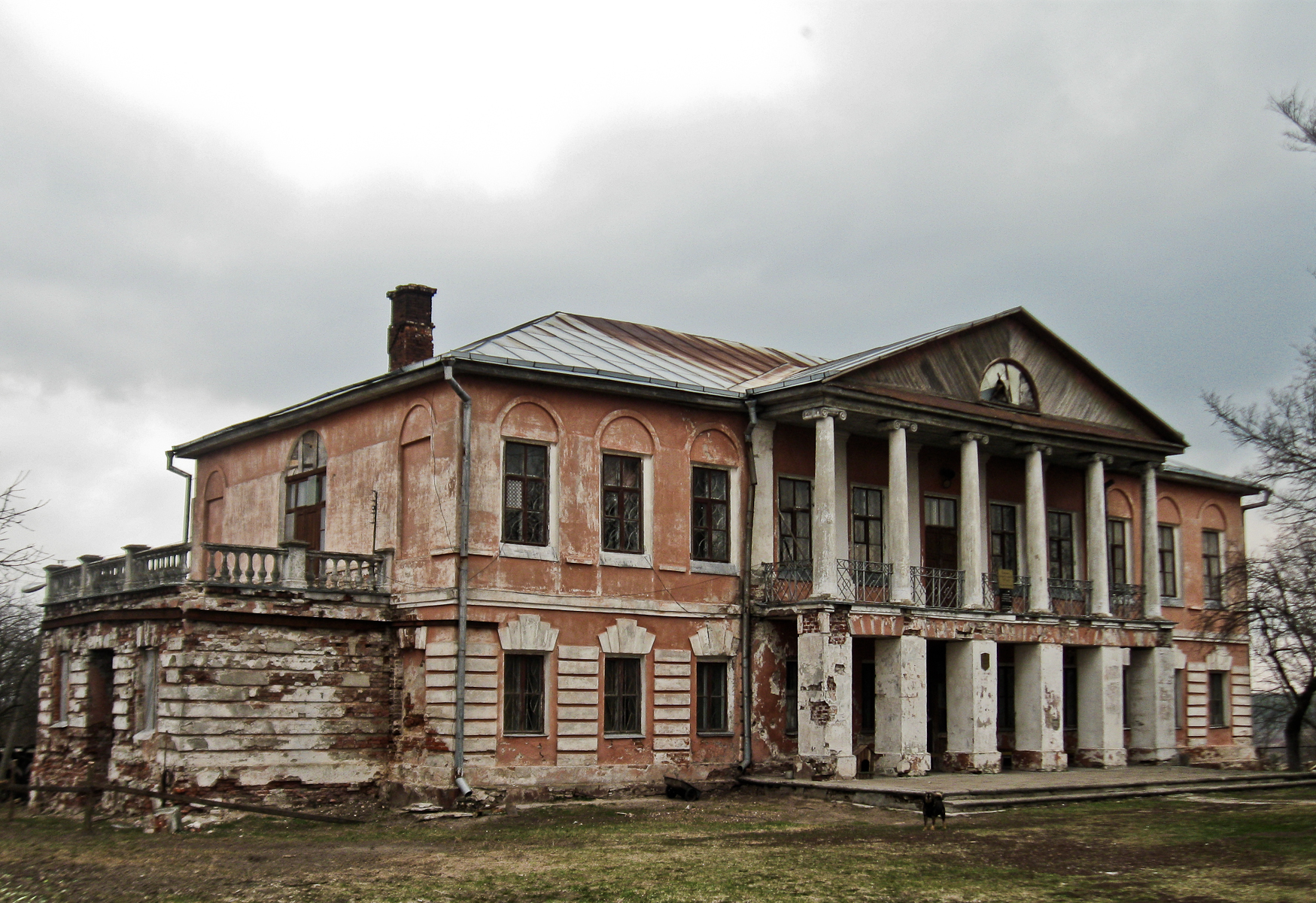
Усадьба Халецких (позже Войнич-Сеножецких) в Хальче

По более распространенной существующей версии, является одной из ветвей киевского либо черниговского боярского рода. Боярин Мишка жил в конце XIV века, имел несколько сыновей, в том числе Каленика, из потомков которого происходит род Тышкевичей, также Павла, ставшего родоначальником Халецких. Павел Мишкович в 1437 году получил от великого князя Свидригайло Альгердовича имение Хальч вместо города Сновск в Северской земле. От названия имения, которое до начала XX века находилось во владении его потомков, образована фамилия этого рода. Сыновьями Павла были Евстафий, Андрей, подключник виленский Богдан. Существует версия, что сыном Павла был и Григорий (?-1472/74), митрополит киевский.
Существуют также одноименные роды иного происхождения, например, один из них происходит от «чингизидов-джучидов» (как и несколько других родов польско-литовских татар) — род ведется от татарина, поселенного под Хальчем в XVI веке. Из его представителей наиболее известным был Ян Халецкий-Амитанский (1807—1883).
Род Халецких внесён в список дворянских родов Московской губернии.

## Известные представители
- Халецкий, Дмитрий (около 1550—1598) — государственный деятель Речи Посполитой и Великого княжества литовского, мечник великий литовский (с 1580), подскарбий великий литовский (1590—1598), маршалок сейма (в 1589).
- Халецкий, Николай Христофор (около 1589—1653) — государственный деятель Великого княжества Литовского.
- Халецкий, Владислав Ежи (1606—1668) — государственный и военный деятель Великого княжества Литовского.
- Халецкий, Ян (1807—1883) — генерал-майор армии Российской империи.

## Описание герба
В красном поле серебряный Абданк — символ небесного покровительства, увенчанный наконечником стрелы острием вверх. В клейноде — чёрное орлиное крыло, пронзенное стрелой вправо.